# Castillo de Castillo de Villamalefa
El castillo de la villa del Castillo de Vilamalefa es una antigua fortaleza de origen musulmán que se ubica en lo más alto del promontorio sobre el cual se levanta esta localidad de la comarca valenciana del Alto Mijares.
El castillo, a partir del cual se construyó el pueblo a su alrededor, dominaba el valle que forma el río de Villamalefa, un afluente del río Mijares.
Actualmente, solo quedan restos bastante deteriorados, sobre todo los de la antigua capilla de Santa Lucía, la cual también hizo las funciones de primitiva parroquia del lugar. El castillo tiene la categoría de Bien de Interés Cultural.